# دانيال باتيستا ليما
دانيال باتيستا ليما (باليونانية: Ντανιέλ Μπατίστα Λίμα)‏ (9 سبتمبر 1964 ببرايا في الرأس الأخضر - ) هو مدرب كرة قدم ولاعب كرة قدم يوناني في مركز الهجوم. شارك مع منتخب اليونان لكرة القدم. أما مع النوادي، فقد لعب مع أريس تسالونيكي وأيك أثينا وإثنيكوس ونادي أولمبياكوس.

## مسيرته الكروية
لعب دانيال باتيستا ليما خلال مسيرته الاحترافية مع 4 أندية في خمسة عشر موسمًا وسجل خلالها 97 هدفًا ضمن 317 مباراة. حيث فاز في موسمين بالكأس وفي موسم واحد بالدوري.
خاض دانيال باتيستا ليما مسيرته مع نادي إثنيكوس في موسم 1986–87 واستمر معه طيلة ثلاثة مواسم، مشاركًا في 67 مباراة سجل خلالها 14 هدفًا. ثم انتقل إلى نادي أيك أثينا في موسم 1989–90 في المرة الأولى واستمر معه طيلة ثلاثة مواسم ثم في موسم 1995–96 ليلعب معه أربعة مواسم، حيث شارك طوالها في 167 مباراة سجل خلالها 67 هدفًا. لينتقل بعدها إلى نادي أولمبياكوس في موسم 1992–93 واستمر معه طيلة ثلاثة مواسم، مشاركًا في 78 مباراة سجل خلالها 16 هدفًا. ثم انتقل إلى نادي أريس تسالونيكي في موسم 1999–00 ولمدة موسمين، مشاركًا في 5 مباريات ولم يسجل أي هدف.

## وصلات خارجية
- دانيال باتيستا ليما على موقع الاتحاد الأوربي (الإنجليزية)
- دانيال باتيستا ليما على موقع قاعدة بيانات كرة القدم.إي يو (الإنجليزية)
- دانيال باتيستا ليما على موقع ناشيونال فوتبول تيمز (الإنجليزية)
- دانيال باتيستا ليما على موقع عالم كرة القدم.نت (الإنجليزية)